# Strzały w Stonygates
Strzały w Stonygates (ang. They Do It With Mirrors lub Murder With Mirrors) – powieść kryminalna Agathy Christie, po raz pierwszy wydana w 1952 roku.

## Opis fabuły
Zamożna dama Ruth van Rydock zwraca się do swej wieloletniej przyjaciółki, detektyw amator, panny Jane Marple z prośbą o wizytę w domu swojej siostry, Caroline Serrocold – przed laty również przyjaciółki panny Marple. Pani van Rydock twierdzi, że w czasie jej ostatniej wizyty u siostry w domu Caroline panowała nieprzyjemna, napięta atmosfera. Pełna wiary w zdolności detektywistyczne przyjaciółki, prosi ją o ustalenie, czy Caroline nie grozi jakieś niebezpieczeństwo.
Chcąc spełnić prośbę przyjaciółki, panna Marple odnawia znajomość z podstarzałą już Caroline, zwaną niegdyś Carrie-Louise. Ta, jak się okazuje, po raz trzeci wyszła za mąż. Jej nowy małżonek, Lewis z pasją przeprowadza resocjalizację trudnej młodzieży; nieopodal Stonygates (tak nazywa się posiadłość, w której Lewis wraz z żoną mieszka) prowadzi specjalnie dla tychże młodych ludzi stworzoną placówkę. Pannie Marple bez trudu udaje się uzyskać zaproszenie do Stonygates. Stopniowo zaznajamia się z domownikami i zaczyna dyskretnie obserwować ich wzajemne relacje.
W Stonygates poza Serrocoldami przebywają:
- Mildred Strete – córka Carrie Louise z pierwszego małżeństwa, chłodna i nieprzystępna wdowa po kanoniku; po śmierci męża wróciła do posiadłości matki.
- Christian Gulbrandsen – kurator placówki Lewisa Serrocolda, pasierb Carrie-Louise, syn jej pierwszego męża, Erica.
- Stephen i Alex Restarickowie – synowie drugiego męża Carrie-Louise, Johna. Obaj urodzili się już po rozwodzie rodziców, ale z powodu wielkiego przywiązania do Carrie-Louise często odwiedzają Stonygates. Są zatrudnieni w placówce Lewisa.
- Gina Hudd – zamężna wnuczka Carrie-Louise, młoda i żywiołowa. Jest obiektem uczuć obu braci Restaricków.
- Walter Hudd – mąż Giny, żołnierz w stanie spoczynku. Nie najlepiej układają się ostatnio stosunki z żoną. W Stonygates czuje się źle; przyjazd do tej posiadłości wymusiła na nim Gina.
- Juliet Bellever – przyjaciółka Carrie Louise; pełni funkcję gospodyni Stonygates. Troszczy się o zdrowie pani domu. Jest kobietą stanowczą.
- Edgar Lawson – sekretarz Lewisa Serrocolda i jego były wychowanek z placówki. Człowiek niezrównoważony psychicznie i mitoman. Z upodobaniem opowiada wszystkim wokół o swoim wysokim pochodzeniu, w każdej kolejnej opowieści mianem swego ojca określając innego wpływowego mężczyznę.
- Doktor Maverick – kierownik placówki Lewisa.

Na początku pobytu w Stonygates nie dzieje się nic niezwykłego, panna Marple zaczyna więc rozmyślać, czy Ruth van Rydock faktycznie miała rację, że dzieje się w tym domu coś złego. W końcu jednak pani detektyw-amator podsłuchuje przypadkowo rozmowę Lewisa Serrocolda z Christianem, z której strzępków wnioskuje, że obaj z jakichś tajemniczych przyczyn obawiają się o życie Carrie-Louise. Panowie postanawiają zgodnie, że na razie nie będą pani domu niepokoić.
Pewnego wieczoru Edgar Lawson wpada w typową dla siebie furię. Tym razem zamyka się na klucz z Lewisem w jego pokoju, grożąc mu bronią. Zarzuca Lewisowi to, że ten, choć jest jego ojcem, nie chce się do tego przyznać. Zza zamkniętych drzwi nagle padają strzały. Przerażeni domownicy chcą dostać się do pokoju, nie mogą jednak odszukać zapasowego klucza. Z czasem sytuację udaje się opanować. Okazuje się wtedy, że Edgar dwukrotnie chybił, Serrocoldowi nic się więc nie stało. W chwilę potem panna Bellever, wysłana na poszukiwanie klucza do gabinetu Lewisa, odkrywa – w innym pokoju – ciało Christiana Guldbrandsena.
Do Stonygates przyjeżdża policja, która przesłuchuje kolejno wszystkich obecnych. Nikt nie potrafi odpowiedzieć na pytanie, kto mógł zamordować Guldbrandsena – wszystkich absorbowała awantura między Lawsonem a panem domu. Żadnej jednak z obecnych w Stonygates osób nie można z grona podejrzanych wykluczyć, każda z nich bowiem mogła, korzystając z ogólnej paniki, wymknąć się do pokoju Gulbrandsena i go zabić.
Rozmawiając z Lewisem Serrocoldem, panna Marple dowiaduje się, że od pewnego czasu ktoś manipuluje przy lekach Carrie-Louise i że Serrocold obawia się o życie żony. Okazuje się, że Christianowi prawdopodobnie udało się coś odkryć i to zapewne dlatego ktoś postanowił go unieszkodliwić. Wydaje się, że teoria ta ma swoje uzasadnienie, w ciągu następnych dni dochodzi bowiem do kolejnego zamachu na życie Caroline – ktoś wysyła jej zatrute czekoladki. Panna Marple w porę uprzedza przyjaciółkę, by przed skosztowaniem otrzymanych słodyczy oddała je do analizy.
Policja za głównego podejrzanego uznaje Alexa Restaricka. Ten w krytycznym momencie znajdował się sam przed domem, nie ma więc żadnego alibi. Restarick twierdzi, że przez kilka minut rozmyślał o nowej sztuce teatralnej, którą ma zamiar stworzyć, jednak śledczy nie daje wiary jego zapewnieniom. Zdenerwowany chłopak postanawia na własną rękę wykryć sprawcę, jednak zanim zdąży przekazać komukolwiek swoje odkrycia, zostaje zamordowany. Ginie również jeden z wychowanków Lewisa, któremu w wieczór morderstwa udało się dostrzec sprawcę.

## Rozwiązanie
Okazuje się, że Edgar faktycznie był synem Serrocolda. Bynajmniej nie był szalony. Był z ojcem w zmowie – razem pod przykrywką działalności resocjalizacyjnej robili nieuczciwe interesy. Pewnego razu na ich trop wpadł Christian Guldbrandsen, który szczerze troszczył się o dobro, założonej jeszcze przez jego ojca, placówki. Po odkryciu prawdy postanowił porozmawiać z Lewisem; powiedział mu wprost, że wie o wszystkim. To właśnie fragment tej rozmowy podsłuchała panna Marple; nie mogła wiedzieć, że słowa Serrocolda „Proszę, nie mówmy na razie nic Carrie-Louise” były prośbą do pasierba żony, by nie demaskował go od razu.
Serrocold nie zamierzał pozwolić, by jego działalność kiedykolwiek wyszła na jaw. Wraz z synem obmyślił więc plan zabójstwa Christiana. Kiedy udający szaleńca Edgar zamknął się w gabinecie, przez kilka minut naśladował również głos ojca, by stworzyć wrażenie, że są w środku we dwóch i się awanturują. Tego typu zabieg zapewniał im znakomite alibi na czas popełnienia zbrodni. Lewis Serrocold wymknął się przez okno, wszedł do domu od strony pokoju Christiana i zamordował go. Tą samą drogą wrócił do swego gabinetu, a potem otworzył drzwi – każdy z domowników mógł więc pod przysięgą zaświadczyć, że w chwili, w której popełniono zbrodnię, obaj mężczyźni byli zamknięci w pomieszczeniu. Później, gdy Serrocold dowiedział się o tym, co słyszała panna Marple, poszedł tym tropem i udawał, że ktoś chce zamordować Caroline, a on i Christian byli na tropie tej osoby. By uwiarygodnić swoją wersję, wysłał żonie zatrute czekoladki.
Ścigani przez policję Lewis i Edgar giną – wpadają do przydomowego stawu i zaplątują się w sitowie.
Zwaśnione Carrie-Louise i Mildred godzą się, a Gina, choć flirtuje z obydwoma Restarickami, postanawia dochować wierności mężowi. Panna Marple, mając na koncie kolejną rozwikłaną zagadkę wraca do St Mary Mead.